# Eric Murray (giocatore di football americano)
Eric Murray (Milwaukee, 7 gennaio 1994) è un giocatore di football americano statunitense che milita nel ruolo di strong safety per i Jacksonville Jaguars della National Football League (NFL).

## Carriera

### Kansas City Chiefs
Dopo avere giocato al college a football a Minnesota, Murray fu scelto nel corso del quarto giro (106º assoluto) nel Draft NFL 2016 dai Kansas City Chiefs. Debuttò come professionista subentrando nella gara del primo turno contro i San Diego Chargers mettendo a segno un tackle.

### Cleveland Browns
Murray fu ceduto ai Cleveland Browns il 1º aprile 2019 in cambio di Emmanuel Ogbah.

### Houston Texans
Il 1º aprile 2020 Murray firmò un contratto triennale del valore di 20,25 milioni di dollari con gli Houston Texans.
Nella settimana 14 contro i Chicago Bears Murray guidò la squadra con 11 tackle e due sack su Mitchell Trubisky nella sconfitta per 36-7. Il 7 dicembre 2020 fu inserito nella lista dei positivi al COVID-19, e tornó attivo il 13 gennaio 2021.
Il 16 marzo 2022 Murray firmò un nuovo contratto biennale del valore di 10 milioni di dollari con i Texans.
Il 18 ottobre 2023 Murray fu inserito in lista infortunati.
Il 12 marzo 2024 Murray firmò un nuovo contratto di un anno con Houston. Nel primo turno di playoff mise a segno un intercetto su Justin Herbert ritornando il pallone in touchdown nella vittoria sui Los Angeles Chargers.

### Jacksonville Jaguars
Il 12 marzo 2025 Murray firmò con i Jacksonville Jaguars un contratto triennale del valore di 19,5 milioni di dollari.